# Trollsjön, Örkelljunga kommun
Trollsjön är en sjö i Örkelljunga kommun i Skåne och ingår i Rönne ås huvudavrinningsområde. Sjöns area är 0,023 kvadratkilometer och den befinner sig 87,6 meter över havet.